# Усть-Кумир
Усть-Кумир (рос. Усть-Кумир) — село Усть-Канського району, Республіка Алтай Росії. Входить до складу Талицького сільського поселення.
Населення — 466 осіб (2015 рік).